# مینرال ریج (اوهایو)
مینرال ریج (به انگلیسی: Mineral Ridge) یک منطقهٔ مسکونی در ایالات متحده آمریکا است که در اوهایو واقع شده‌است. مینرال ریج ۸٫۴۹ کیلومتر مربع مساحت و ۳٬۷۸۹ نفر جمعیت دارد و ۳۰۶ متر بالاتر از سطح دریا واقع شده‌است.